# Waimarino (rivière)
La rivière Waimarino  (en anglais : Waimarino River) est un cours d’eau de la région de Waikato dans l’Île du Nord de la Nouvelle-Zélande.

## Géographie
Elle s’écoule vers le nord-ouest à partir de son  origine dans le Parc Forestier de Kaimanawa pour atteindre la berge sud du lac Taupo à 5 km au nord-est de la ville de Turangi.